# 5694 Berényi
(5694) Berenyi, denumire internațională (5694) Berényi, este un asteroid din centura principală de asteroizi.

## Descriere
5694 Berényi este un asteroid din centura principală de asteroizi. A fost descoperit pe 24 septembrie 1960 la Observatorul Palomar de Cornelis Johannes van Houten, Ingrid van Houten-Groeneveld și Tom Gehrels. Asteroidul prezintă o orbită caracterizată de o semiaxă mare de 2,61 ua, o excentricitate de 0,17 și o înclinație de 12,3° în raport cu ecliptica.